# اگوا دو دایوز
اگوا دو دایوز (به اسپانیایی: Agua de Dios) یک سکونتگاه مسکونی در کلمبیا است که در Upper Magdalena Province واقع شده‌است.

## خصوصیات
اگوا دو دایوز ۸۲ کیلومترمربع مساحت دارد ۴۰۰ متر بالاتر از سطح دریا واقع شده‌است.